# Franz Xaver Lampi

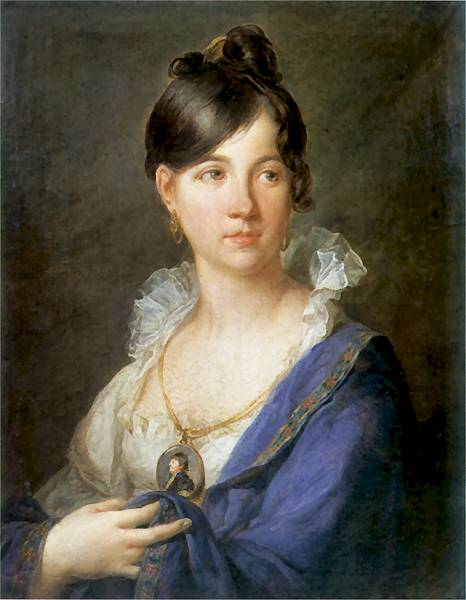
Maria Magnuszewska (um 1815).

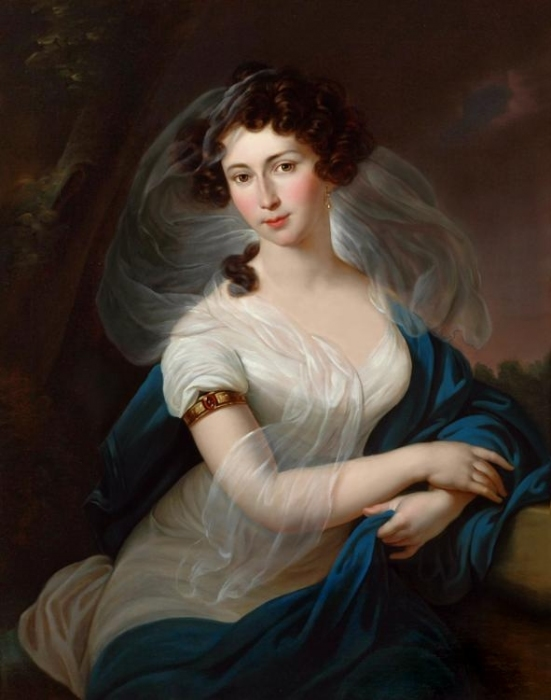
Damenporträt (um 1815)

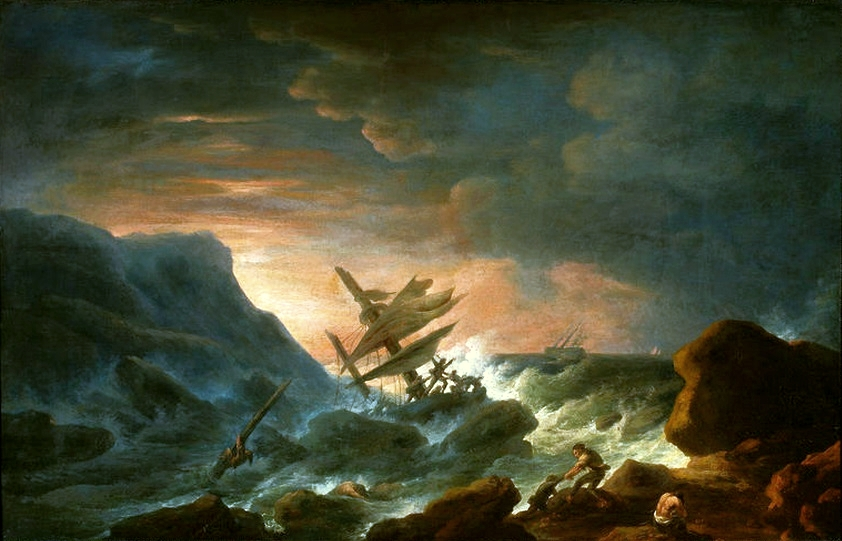
Der Sturm (1840).

Franz Xaver Ferdinand Lampi, ab 1798 Ritter von Lampi, polnisch Franciszek Ksawery Lampi (* 22. Januar 1782 in Klagenfurt; † 22. Juli 1852 in Warschau), war ein in Polen tätiger Maler italienischer Abstammung.

## Leben
Seine Eltern waren der Porträtmaler Johann Baptist Lampi der Ältere (1751–1830) und dessen Ehefrau Anna Maria Franchi (1745–1795). Wie sein Bruder Johann Baptist der Jüngere (1775–1837) ergriff auch er den Malerberuf.
Sein erster Lehrer war der Vater, anschließend studierte er bei Heinrich Füger und Hubert Maurer an der Akademie der bildenden Künste in Wien. Nach einem Konflikt mit dem Vater verließ er die Stadt und ging zunächst nach Deutschland und Italien, ehe er um 1815 nach Warschau kam, wo er sich dauerhaft niederließ. Reisen führten ihn 1819 in verschiedene Städte Polens, 1823 nach Wien, 1836 nach Breslau und 1840 nach Dresden, München und Berlin. Lampi war in Warschau Lehrer von Piotr Michałowski, Wojciech Stattler und anderen. Er starb dort 1852 während einer Cholera-Epidemie.

## Bedeutung
Franz Xaver Lampi war ein in der polnischen Gesellschaft sehr erfolgreicher Maler und gilt als einer der wichtigsten Vertreter der Romantik in der polnischen Malerei. Er schuf zahlreiche Gemälde, die, technisch gekonnt, dem damaligen Zeitgeschmack entsprachen. Es waren dies Porträts (Lampi porträtierte alle wichtigen Repräsentanten der polnischen Gesellschaft), religiöse und mythologische Bilder sowie fantastisch-romantische Landschaftsdarstellungen. Werke in öffentlichem Besitz befinden sich hauptsächlich in Polen, vor allem im Nationalmuseum Warschau.